# Ministero della trasformazione digitale (Ucraina)
Il Ministero della trasformazione digitale (in ucraino Міністерство цифрової трансформації України?, Ministerstvo cyfrovoï transformaciï Ukraïny) è un dicastero del Gabinetto dei ministri dell'Ucraina che supervisiona la formulazione e l'attuazione della digitalizzazione della pubblica amministrazione, dei dati aperti, delle risorse informatiche nazionali e l'alfabetizzazione digitale dei cittadini.
L'attuale ministro è Mychajlo Fedorov, in carica dal 29 agosto 2019.